# Lafeuillade-en-Vézie
Lafeuillade-en-Vézie (anciennement Lacapelle-en-Vézie de l'occitan La Capèla d'en Vésian ou Vesia) là một xã ở tỉnh Cantal, thuộc vùng Auvergne-Rhône-Alpes ở miền trung nước Pháp.

## Dân số
| Năm | 1962 | 1968 | 1975 | 1982 | 1990 | 1999 |
| --- | ---- | ---- | ---- | ---- | ---- | ---- |
| Dân số | 444  | 457  | 518  | 484  | 430  | 514  |
| From the year 1968 on: No double counting—residents of multiple communes (e.g. students and military personnel) are counted only once. |      |      |      |      |      |      |